# Zarmihr Karen
Zarmihr Karen est un général iranien membre de la maison des Karen ou Kārin,, qui eut l’occasion de gouverner l'Arménie pour les Sassanides pendant une révolte des Arméniens.

## Biographie
En 482, un conflit entre la Perse sassanide et l'Ibérie entraîne une révolte en Arménie. Le roi perse Péroz Ier envoie le général Chahpouhr Mihran qui reprend le contrôle du pays, laissant le champ libre à l'un des chefs insurgés, Vahan Mamikonian, qui reprend Dvin.
Au printemps 483, Péroz envoie un autre général, Zarmihr Karen, qui met le siège devant Dvin. Pour ne pas être coincé par une armée très supérieure en nombre, Vahan organise une sortie qui prend les Perses par surprise, et trouve refuge dans les montagnes. Il se dirige vers la frontière byzantine, escomptant que la Perse ne souhaite pas avoir d'incident de frontière et ne veut pas entrer en guerre avec Byzance. Mais Zarmihr le suit de près et réussit, après une marche de nuit, à atteindre à l'aube le campement arménien. Il put s'emparer de quelques princesses, mais Vahan et les principaux nakharark eurent le temps de gagner la montagne. Zarmihr songeait probablement à en finir avec les révoltés, lorsqu'il reçoit l'ordre de partir faire la guerre à Vakhtang Ier Gorgasali, roi d'Ibérie. Le roi de Perse nomme ensuite Chahpouhr de Reyy comme marzban d'Arménie.
Après la mort de Péroz, tué lors d'une bataille contre les Hephtalites, Zarmihr quitte la Géorgie et retourne à Ctésiphon, pour participer à la défense de l'Empire perse et à l'élection du nouveau roi. Avec Chahpouhr de Reyy, ils font élire Valash, un frère de Péroz, et Zarmihr devient le véritable maître de l'Empire sassanide.